# OS B 2/3 (St. Léonard)
Die Compagnie de l’Ouest Suisse (OS) beschaffte 1854 5 Schlepptenderdampflokomotiven der Bauart B 2/3, die als Gemischtzuglokomotiven konstruiert waren. Sie wurden von der Maschinenfabrik St. Léonard bei Lüttich (Belgien) geliefert.
Es sind nicht viele Daten überliefert, es fehlen alle Angaben zu Steuerung, Kessel und Leistung. Auch bei Nummern und Namen ist nicht alles klar. Da die zweite Maschinenlieferung (OS B 2/3 (Karlsruhe)) mit der Nummer 6 begann, ist anzunehmen, dass sie bei Auslieferung die Nummer 1–5 trugen. Auch dass sie um 1858 umnummeriert worden sein sollen, ist auf die Nummerngebung bei der OS D 3/3 zurückzuführen. Für die Namensgebung konnte auf kein Dokument der OS zurückgegriffen werden, diese Angaben entstammen Zeitungsberichten.
Es handelte sich um die erste Serie dieses Maschinentyps bei der OS, zu den anderen Lokomotiven dieser Bauart siehe B 2/3.

## Technisches
Einzig die Aussen- und Fahrwerksmasse sind erhalten geblieben. Für den restlichen Angaben sind Bilddokumente herangezogen worden. Da dies oft Stiche und Zeichnungen sind, sind Fehler gut möglich.
Die Maschine war eine des Stephensons-Longboilertyps. Sie besass einen Innenrahmen und ein aussenliegendes Treibwerk. Dieses wirkte auf die erste Kuppelachse. Die Lokomotive besass weder ein Führerhaus noch einen sonstigen Wetterschutz. Auf dem Kessel waren 2 Dome vorhanden, vermutlich je ein Sand- und ein Dampfdom. Die Kesselmitte lag 1720 mm über der Schienenoberkante. Die Feuerbüchse befand sich zwischen den beiden Kuppelachsen. Der zweiachsige Tender mit Aussenrahmen besass eine Handbremse, die auf beide Räder wirkte.
| 1. Nummer1 | 2. Nummer ab 18651 | Name1        | Fabrik- Nummer | Baujahr | Hersteller  | ausrangiert |
| ---------- | ------------------ | ------------ | -------------- | ------- | ----------- | ----------- |
| 1          | 26                 | La Vestale   | 79             | 1854    | St. Léonard | 1864        |
| 2          | 27                 | Reine Berthe | 80             | 1854    | St. Léonard | 1864        |
| 3          | 28                 | L' Helvetie  | 81             | 1854    | St. Léonard | 1864        |
| 4          | 29                 | Le Léman     | 82             | 1854    | St. Léonard | 1864        |
| 5          | 30                 | ?            | 83             | 1854    | St. Léonard | 1864        |

Bemerkung: 1 unklare Quellenangabe